# Rito escocês

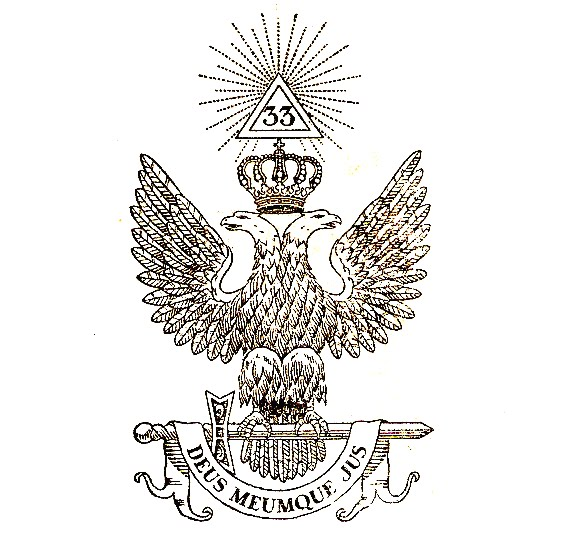
Águia bicéfala, emblema do Supremo Conselho do Grau 33

O rito escocês antigo e aceito, R∴E∴A∴A∴ ou simplesmente Rito Escocês, é um dos vários Ritos maçónicos. Um rito maçônico é um conjunto de especificações e preceitos utilizados para se praticar os rituais maçónicos. Eles descrevem a ritualística, procedimentos, listam os sinais, toques, palavras e demais instruções secretas ao público geral.
Os ensinamentos dos ritos são dados em série, divididos em graus. Cada grau traz ensinamentos e cerimonias próprias. O Rito Escocês tem trinta e três graus. Por ser o rito mais utilizado no Brasil, o senso comum o vê como único modelo de maçonaria. Mas há outros ritos, mais de duzentos, com quantidades diferentes de graus. Os trinta e três graus do rito são alcançados em diferentes corpos maçónicos. Os três primeiros graus nas Lojas Simbólicas, são os graus de Aprendiz, Companheiro e Mestre que estão presentes em todos os ritos que são regulados pelos Grandes Orientes e Grandes Lojas. E os graus superiores ou altos graus, do quarto ao trigésimo terceiro, são alcançados nas Lojas de Perfeição, Capítulos e Areópagos, conselhos de Kadosh e Consistórios de Príncipes do Real Segredo,  que são jurisdicionados aos Supremos Conselhos.
No geral é um rito ecumênico, com a finalidade inter-religiosa "semelhante ao sincretismo teísta mas independente de religião". Ligado ao Antigo Testamento e à lenda de Hiram, lenda base da Maçonaria simbólica, julga-se que alguns dos ritos descritos eram praticados por outras ordens "secretas" ou "esotéricas" existentes na França como os Martinistas, os Illuminati e os Rosa-Cruz na Alemanha, e na Escócia como a resistência dos Templários que ainda preservavam a sua ordem.

## História
Os primeiros indícios do início do rito são de meados de 1733, registros que constam os graus chamados Mestres Escoceses. Lojas que funcionavam no Temple Bar, na Inglaterra, e outras Lojas Francesas guardam registros destes graus. As poucas referências encontradas indicam que estas eram sessões incomuns, realizadas em cerimônias especiais.
Existe muita controvérsia sobre a influência templária no R∴E∴A∴A∴, mas os estudos brasileiros mais atuais, feitos por Nicola Aslan e José Castellani, alegam que o templarismo não influenciou o R∴E∴A∴A∴ propriamente dito, mas sim ao Rito de Perfeição ou de Heredom, sob a pena de Andrew Ramsay, cavaleiro escocês que protagonizou a criação deste rito em solo francês. O Rito de Perfeição ou de Heredom foi por esse motivo o ponto de partida para o R∴E∴A∴A∴, mas este sofreu vastas modificações até se ter tornado no que é hoje.
O Rito Escocês Antigo e Aceite
Enquanto os Antigos Deveres, tal como ficaram refletidos na Constituição de Anderson, estabeleciam uma relação direta entre as narrativas lendárias do Ofício e a Maçonaria especulativa, um texto como o Discurso de Ramsey (1736-1738) assinala na Ordem maçônica uma origem cavalheiresca que remonta, pelo menos, ao tempo das cruzadas. O desenvolvimento do Escocismo, que conhecerá um período de crescimento nos primeiros anos da década de 1760, é um fenômeno surgido na Europa continental em que a França desempenhou um papel preponderante. Etienne MORIN, fundador da Loja Mãe Escocesa de Bordéus, organizou em São Domingos e na Jamaica, durante a década de 1760, a Maçonaria de Perfeição, com vinte e cinco graus. À excepção do grau eminentemente cavalheiresco de Sublime Príncipe do Real Segredo, que coroava o edifício, esta fundação utilizava os graus procedentes de França. Mas, enquanto esses graus se praticavam separadamente, agrupados em sequências diferentes segundo qual fosse a Loja Mãe Escocesa que concedia a patente, o que impunha às vezes matizes importantes no seu conteúdo e prática, a fundação aludida determinou a sua forma, fixou o agrupamento dos graus, hierarquizou e estruturou a sua organização.
Os Fundadores
Devemos a Henry Andrew FRANCKEN, Deputado e Grande Inspetor de Etienne MORIN na América do Norte, uma transcrição dos rituais da Maçonaria de Perfeição que constituem hoje uma preciosa referência para a prática do rito escocês antigo e aceite. A Maçonaria de Perfeição estava dirigida por um Soberano Grande Consistório criado em virtude das Constituições e Estatutos de 1762, chamados de Bordéus. A origem daquele documento fundador importa pouco, mas podemos reter a sua exposição de motivos, que conserva um carácter muito atual: trata-se “num século no qual os valores essenciais se vêm ameaçados, de restabelecer a Antiga Maçonaria conservando os seus mais santos mistérios”. A ideia de organizar harmoniosamente, naquele momento e num Rito, os diversos graus praticados, procede da noção da Ordem que esteve na origem daquilo que viria a ser o rito escocês antigo e aceite. A divisa ORDO AB CHAO, adotada pelos fundadores do Rito, cujo sentido implica a ação de um princípio de ordem organizador e regularizador do caos inicial, sinalizava a sua vontade de por fim, definitivamente, à situação gerada pela anárquica proliferação de graus escoceses. A fundação do rito escocês antigo e aceite, como anteriormente a da Maçonaria de Perfeição, que adotava o conjunto de graus, punha em prática graus praticados já anteriormente em França e nas Antilhas.
Supremo Conselho
A Maçonaria é uma ordem iniciática, tradicional e universal, baseada na fraternidade. Ela constitui uma aliança de homens de boa moral, de todas as origens, nacionalidades, cultura e crenças. Os Maçons reúnem-se em Lojas – ou Ateliês - onde se reúnem periódica e ritualmente. O mais importante rito do mundo é o rito escocês antigo e aceite, que contém 33 graus. Os três primeiros são administrados pelas Grandes Lojas ou por Grandes Orientes. Os restantes 30 graus (do 4º ao 33º Grau) são administrados pelo "Supremo Conselho do 33º". Todos os Supremos Conselhos regularmente constituídos no mundo trabalham "para a Glória do Grande Arquiteto do Universo." A sua divisa é “DEUS MEUMQUE JUS”. Estas instituições são definidas pelos textos fundadores, pelas Constituições de Bordéus de 1762, pela Grande Constituição de Berlim de 1786 e revista no Convento Internacional do Supremos Conselhos reunidos em Lausana em 1875. Cada Supremo Conselho tem a sua soberania plena no seu território, uma soberania plena e com total independência. Os Supremos Conselhos não interferem na legislação e administração das Grandes Lojas, e governam exclusivamente as oficinas do 4º ao 33º grau.

### Localidade
O rito não foi idealizado na Escócia, mas leva este nome por ter suas raízes lá. Ele começou a ser formulado na França com o nome de Rito de Heredom e possuía apenas vinte e cinco graus. Foi nos EUA que ele passou a ser chamado de rito escocês antigo e aceite e mais oito graus foram adicionados, somando os atuais trinta e três graus. Em 1855 começou a ser revisado por Albert Pike passando a ser praticado por um contingente maior de maçons e em 1801 foi criado o Primeiro Supremo Conselho, ou "Mãe do Mundo", hoje conhecido como Supremo Conselho do Rito Escocês da Jurisdição Sul dos EUA.
O Rito chega aos EUA no final do século XVIII com vinte e dois graus apenas. Foi a influencia dos "11 cavalheiros de Charleston", na Carolina do Sul que adicionou mais sete graus filosóficos e um grau honorifico e em 1801 foi criado o primeiro Conselho Supremo para administrar os trinta graus do rito.

### Origem do Nome
Maçons Antigos, Livres & Aceitos é um termo presente na maçonaria mesmo antes da criação do REAA. Pode aparecer informalmente após o nome de órgãos maçónicos, como potencias, ou fazer parte de nomes oficiais. É comum que algumas vezes retirem o termo Antigo utilizando apenas Livres e Aceitos. Foi este costume que influenciou a escolha do nome do rito escocês antigo e aceite.
No século XVIII havia duas Grandes Lojas rivais na Inglaterra. Os membros da "Grande Loja dos Maçons Livres e Aceitos da Inglaterra", fundada em 1717, eram conhecidos como Modernos, já os membros da "Grande Loja dos Maçons Livres e Aceitos da Inglaterra de acordo com as Antigas Constituições", conhecida como "Antiga Grande Loja da Inglaterra", eram chamados de  Antigos. Depois de mais de meio século de rivalidade, as duas potencias maçónicas resolveram se unir em 1813, com isso muitas lojas usavam "Maçons Livres e Aceitos" e outras usavam o "Antigo".
Foi esta influencia inglesa que deu o nome ao rito escocês antigo e aceite. Diferente do termo "Livre e Aceito", também comum na maçonaria, que se refere respectivamente aos maçons operativos que tinham direito de viajar entre os feudos livremente e Aceitos se referindo aos maçons especulativos que passaram a ser aceitos na maçonaria.

## Albert Pike

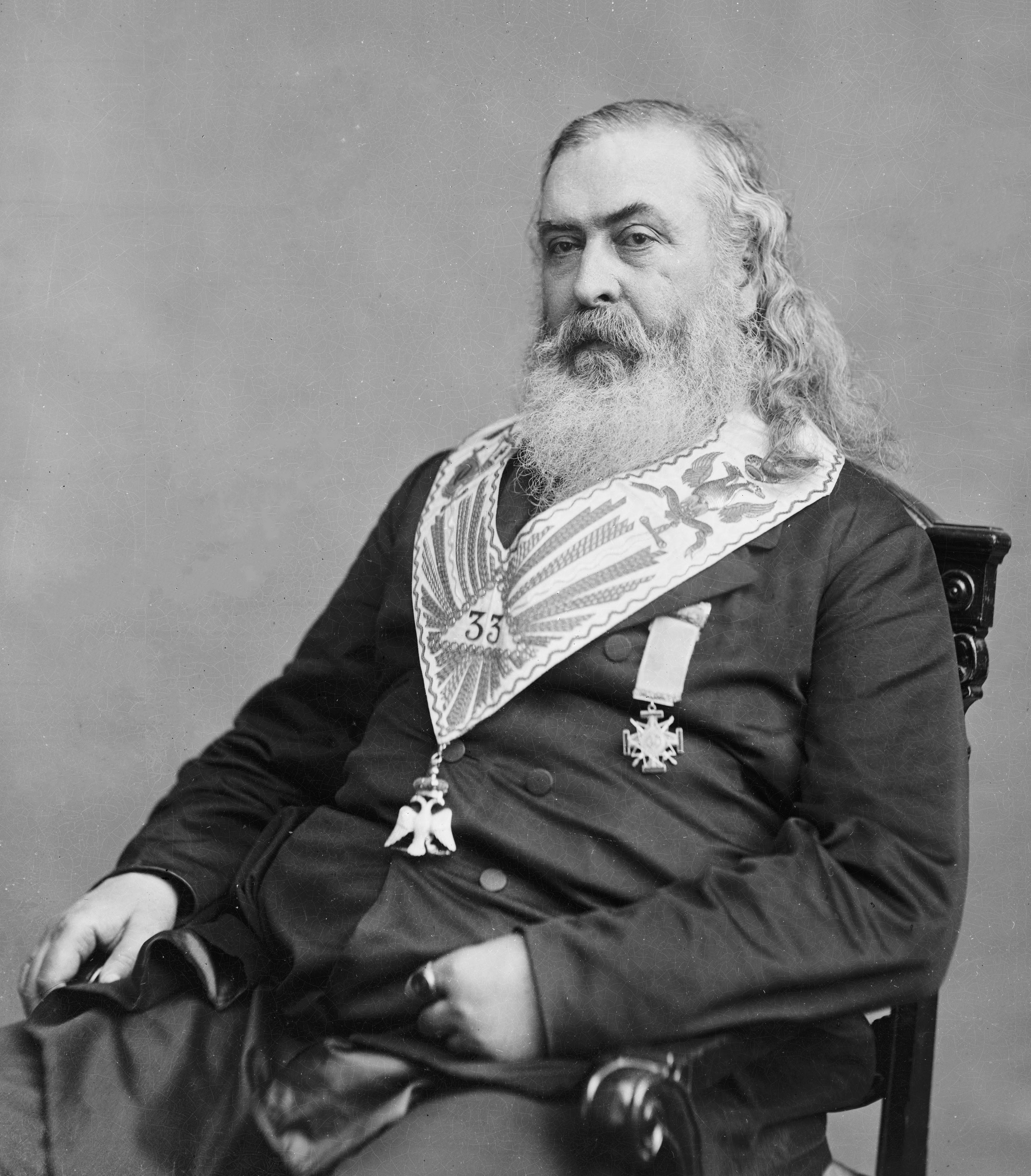
Albert Pike

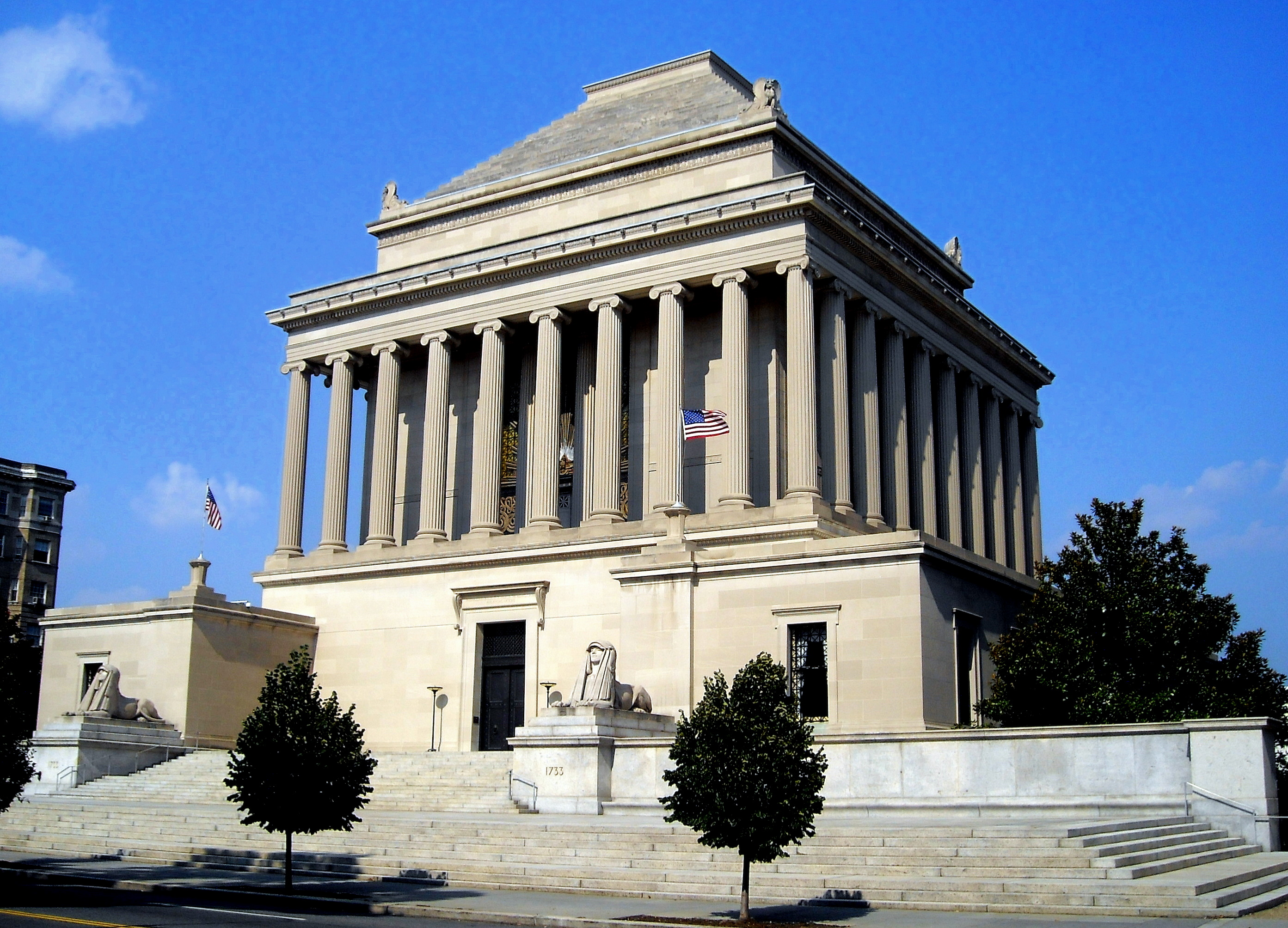
Casa do Templo, sede do Supremo Conselho do Rito Escocês da Jurisdição Sul dos EUA, em Washington, D.C.

Albert Pike é o responsável pela mais importante revisão e estruturação que o REAA recebeu. Com dez anos de maçonaria, Pike foi convencido por Albert Mackey para ingressar no REAA. Viajou para Charleston, onde ficava o Supremo Conselho, e recebeu as instruções do 4.º ao 32.º grau e começou a ajudar o conselho a estruturar, revisar e consolidar o rito. Em 1860, a Guerra de Secessão forçou o Supremo Conselho a se mudar para Washington, D.C.
Em dois anos Pike acabou o trabalho e recebeu o grau honorifico de Soberano Grande Comendador, o grau 33 do REAA, em 1859. Outras edições do trabalho foram feitas, mas a oficial foi publicada em 1884 com título Moral e Dogma do rito escocês antigo e aceite da Maçonaria, ou simplesmente Moral e Dogma.

## Graus do rito escocês antigo e aceito
Quando os maçons atingem o 3º Grau, estão em pleno gozo de suas prerrogativas maçónicas, uma vez que originalmente a Grande Loja Unida da Inglaterra trabalhou sucessivamente com dois (Aprendiz e Companheiro) e depois com três graus que ensinavam a parte da filosofia base da simbólica maçônica.
Os graus referidos como "superiores" são elevados e em número de trinta, onde a filosofia e a moral são estudadas simbolicamente, em cada grau, com lendas ou mitos a estes associados. Eles são geridos por vários Supremos Conselhos, que têm como objetivo manter a uniformidade mundial dos rituais e dos métodos utilizados.
O Soberano Grande Inspetor-Geral ou também conhecido no Brasil como "Grande Inspetor Geral da Ordem" é o último grau maçônico no Rito Escocês. É o posto que fecha o ciclo de estudos e é, em última análise, o maçom responsável pelos destinos da Maçonaria no país (no que tange ao Filosofismo). É o guardião, mestre e condutor da Maçonaria.
Existe também o Rito Escocês Retificado, também chamado de Rito de Willermoz em alusão ao seu idealizador, Jean Baptiste Willermoz, que tencionava trazer de volta o rito às suas origens templárias com fortes ecos no Rito de Perfeição ou de Heredom, do qual deriva o rito escocês antigo e aceite.
Graus simbólicos ou tradicionais'
- 1) Aprendiz
- 2) Companheiro
- 3) Mestre

Inefáveis (Lojas de Perfeição)'
- 4) Mestre secreto
- 5) Mestre perfeito
- 6) Secretário íntimo
- 7) Preboste e Juiz ou Mestre Irlandês
- 8) Intendente dos Edifícios ou Mestre em Israel
- 9) Cavaleiro Eleito dos Nove ou Mestre Eleito dos Nove
- 10) Cavaleiro Eleito dos Quinze ou Ilustre Eleito dos Quinze
- 11) Sublime Cavaleiro dos Doze ou Sublime Cavaleiro Eleito
- 12) Grão-Mestre Arquitecto
- 13) Cavaleiro do Real Arco (de Enoch)
- 14) Grande Eleito, Perfeito e Sublime Maçom

"Capitulares (Capítulos Rosa-Cruzes)"
- 15) Cavaleiro do Oriente ou da Espada
- 16) Príncipe de Jerusalém (Grande Conselheiro)
- 17) Cavaleiro do Oriente e do Ocidente
- 18) Cavaleiro ou Soberano Príncipe Rosa-Cruz

"Filosóficos (Areópagos ou Conselhos de Kadosh)"
- 19) Grande Pontífice ou Sublime Escocês de Jerusalém Celeste
- 20) Soberano Príncipe da Maçonaria ou Mestre "ad Vitam" ou Venerável Grão-Mestre de todas as lojas
- 21) Cavaleiro Prussiano ou Noaquita
- 22) Cavaleiro Real Machado ou Príncipe do Líbano
- 23) Chefe do Tabernáculo
- 24) Príncipe do Tabernáculo
- 25) Cavaleiro da Serpente De Bronze
- 26) Príncipe da Mercê ou Escocês Trinitário
- 27) Grande Comendador do Templo ou Soberano Comendador do Templo de Salomão
- 28) Cavaleiro do Sol ou Príncipe Adepto
- 29) Grande Cavaleiro Escocês de Santo André da Escócia ou Patriarca dos Cruzados ou Grão-Mestre da Luz
- 30) Grande Inquisidor, Grande Eleito Cavaleiro Kadosh ou Cavaleiro da Águia Branca e Negra

"Administrativos (Consistórios de Príncipes do Real Segredo)"
- 31) Grande Juiz Comendador ou Grande Inspector Inquisidor Comendador
- 32) Sublime Cavaleiro do Real Segredo ou Soberano Príncipe da Maçonaria

"Supremo Conselho"
- 33) Grande Inspetor-Geral

### Rito de perfeição e rito escocês
O Rito de Perfeição ou de Heredom continha oito graus a menos, além de outras diferenças. Os nomes dos graus variam muito de um Supremo Conselho para outro.
| Rito de Perfeição                                                                         | Rito Escocês                                             |
| ----------------------------------------------------------------------------------------- | -------------------------------------------------------- |
| 1. Aprendiz                                                                               | 1. Aprendiz                                              |
| 2. Companheiro                                                                            | 2. Companheiro                                           |
| 3. Mestre                                                                                 | 3. Mestre                                                |
| 4. Mestre Secreto                                                                         | 4. Mestre Secreto                                        |
| 5. Mestre Perfeito                                                                        | 5. Mestre Perfeito                                       |
| 6. Secretário Íntimo                                                                      | 6. Secretário Íntimo                                     |
| 7. Intendente dos Edifícios                                                               | 7. Preboste e Juiz                                       |
| 8. Preboste e Juiz                                                                        | 8. Intendente dos Edifícios                              |
| 9. Eleito dos Nove                                                                        | 9. Eleito dos Nove                                       |
| 10. Eleito dos Quinze                                                                     | 10. Ilustre Eleito dos Quinze                            |
| 11. Ilustre Eleito Chefe das Doze Tribos                                                  | 11. Sublime Cavaleiro Eleito                             |
| 12. Grande Mestre Arquiteto                                                               | 12. Grande Mestre Arquiteto                              |
| 13. Real Arco de Salomão                                                                  | 13. Cavaleiro do Real Arco                               |
| 14. Grande Eleito, Antigo e Perfeito Mestre                                               | 14. Grande Eleito, Perfeito e Sublime Maçom              |
| 15. Cavaleiro da Espada                                                                   | 15. Cavaleiro do Oriente ou da Espada                    |
| 16. Príncipe de Jerusalém                                                                 | 16. Príncipe de Jerusalém                                |
| 17. Cavaleiro do Oriente e do Ocidente                                                    | 17. Cavaleiro do Oriente e do Ocidente                   |
| 18. Cavaleiro Rosa-Cruz                                                                   | 18. Cavaleiro Rosa-Cruz                                  |
| 19. Grande Pontífice                                                                      | 19. Grande Pontífice ou Sublime Escocês                  |
| 20. Noaquita ou Cavaleiro Prussiano                                                       | 20. Soberano Príncipe da Maçonaria ou Mestre Ad-vitam    |
| 21. Grande Patriarca                                                                      | 21. Noaquita ou Cavaleiro Prussiano                      |
| 22. Príncipe do Líbano                                                                    | 22. Cavaleiro do Real Machado ou Príncipe do Líbano      |
|                                                                                           | 23. Chefe do Tabarnáculo                                 |
|                                                                                           | 24. Príncipe do Tabarnáculo                              |
|                                                                                           | 25. Cavaleiro da Serpente de Bronze                      |
|                                                                                           | 26. Príncipe da Mercê ou Escocês Trinitário              |
|                                                                                           | 27. Grande Comandante do Templo                          |
| 23. Cavaleiro do Sol ou Soberano Príncipe Adepto                                          | 28. Cavaleiro do Sol ou Príncipe Adepto                  |
| 24. Ilustre Cavaleiro Comandante da Águia Branca e Negra                                  | 29. Grande Cavaleiro Escocês de Santo André              |
| 25. Ilustre e Soberano Príncipe da Maçonaria, Grande Cavaleiro Comandante do Real Segredo | 30 Cavaleiro Kadosh ou Cavaleiro da Águia Branca e Negra |
|                                                                                           | 31. Grande Inspetor Inquisidor                           |
|                                                                                           | 32. Sublime Príncipe do Real Segredo                     |
|                                                                                           | 33. Grande Inspetor Geral                                |